# Gener Gonzalvo i Bou
Gener Gonzalvo i Bou (Barcelona, 1958 - Tàrrega, 24 de gener de 2017) va ser un historiador i arxiver català.

## Formació
Fill de Jenaro Gonzalvo, flequer reboster a Barcelona de reconeguda trajectòria, i María Bou, pianista. Nebot del monjo i organista de Poblet Jordi Maria Bou i Simó, entre els anys 1976 i 1981 cursà els estudis de Filosofia i Lletres, secció d'Història a la Universitat Autònoma de Barcelona, especialitzant-se en el període medieval. El 1984 realitzà la seva tesi de llicenciatura titulada La pau i treva a Catalunya. Orígens i descabdellament fins a Jaume I, dirigida per Frederic Udina i Martorell, que fou publicada el 1986. Entre 1984 i 1986 realitzà els cursos de doctorat. L'any 1985 va obtenir una beca del Consell Superior d'Investigacions Científiques incorporant-se a la Institució Milà i Fontanals, sota la direcció de la Maria Teresa Ferrer i Mallol, per estudiar la Cancelleria Reial el 1209, durant el regnat de Jaume II, i una altra, també el 1985, per investigar la paleografia notarial de l’any 1316 a l'Arxiu de Protocols Notarials de Barcelona de l'Arxiu de la Corona d'Aragó.

## Arxiver
Com a arxiver en pràctiques s'inicià entre els anys 1983 i 1984 a Lleida. I el 1986, ja com a arxiver de professió, va treballar a la Xarxa d'Arxius de la Generalitat de Catalunya, concretament a Tàrrega entre 1986 i 2004. Va ocupar interinament la direcció de l'Arxiu Històric Comarcal de Tàrrega, plaça que aconseguiria per oposicions el 1990. A partir de 2004 seria destinat a diversos centres de Lleida, Reus i Tarragona, fins que el 2013 es jubilaria definitivament de l’administració, per motius de salut.
A partir del 1988 fou membre numerari de l'Associació d'Arxivers de Catalunya (AAC) on, des de 1990, formà part del consell de redacció de la seva revista Lligall. Revista Catalana d’Arxivística. També impartí classes d’Arxivística a l’Administració Local a l'Escola d'Administració Pública de Catalunya. Des de l'AAC, s'encarregà de la redacció de la Llei d’arxius i documents, del 2001. Va ocupar la direcció de l'Arxiu Comarcal de l'Urgell entre els anys 1986 i 2003. Com a arxiver es va comprometre amb la cultura local i comarcal, especialment amb la fundació d'Urtx, Revista Cultural de l'Urgell, en estreta col·laboració amb el Museu de Tàrrega. Va publicar nombrosos articles apareguts en revistes científiques catalanes com Medievalia, Ilerda, Revista Dret Històric Català o Butlletí de la Societat Catalana d’Estudis Històrics, o en miscel·lànies com El comtat d’Urgell (1992 i 1995), Documents jurídics de la història de Catalunya (1992) i en actes de congressos. També ha impartit múltiples conferències arreu de Barcelona, Lleida i Catalunya Nord), destacant la que el 2013 realitzà al Parlament de Catalunya, dins el Simpòsium per la Pau.
Ha rescatat i editat manuscrits i facsímils de tota mena. Així, el 1988 el de Josep Mestres, d'Anglesola; el 1990 el de Sanç Capdevila, sobre el castell de Guimerà; el 1991 el del pare Jaume Pasqual, sobre Bellpuig de les Avellanes; el 1994 el nobiliari targarí de Mn. Lluís Sarret i Pons, el 1996 la memòria de l’aiguat de 1874, de Josep Salvadó i finalment, i el 2005, ja a la Conca de Barberà, la guia turística de Poblet, d’Andreu Bofarull. A Tàrrega ha biografiat, sol o en col·laboració, nombroses personalitats, com l'esmentat prevere Sarret, el músic Ramon Carnicer i Batlle (1989), l’historiador Joan Tous Sanabra (1993), diferents homes del catalanisme (1995), Magí Serés Roca (1996), els fotògrafs Miquel Martí Florensa (1998) i Timoteu Pomès (2002), l’impressor Joan Oliba (1999), l’hisendat Ignasi Girona (2000) o la nissaga de notaris Terés (1994).
Pel que fa a la seva prolífica producció arxivística, va treballar en l'inventari de l’arxiu monàstic de Vallbona de les Monges (1992), en la Història gràfica de l’Urgell (1993), en la transcripció d'un manual notarial medieval (1996), en l’arxiu i biblioteca patrimonials dels Pedrolo (1999, 2000). Va confeccionar monografies locals sobre les localitats urgellenques d'Anglesola (1988) i Guimerà (1995 i 1999) i sobre la garriguenca de la Granadella (2006), i també va reivindicar l'heràldica de l'escut de Tàrrega.

## Acadèmic
En l’àmbit acadèmic, des de l’any 1985 fou col·laborador de l’obra del Diplomatari del monestir de Santa Maria de Poblet, sota la direcció d'Agustí Altisent, i col·laborà amb la Fundació Noguera de Barcelona, encarregada de l'edició de textos i estudis dedicats a la documentació notarial de Catalunya. El 1985 també s'integrà a la Societat Catalana d'Estudis Històrics, filial de l'IEC, on des del 1993 fou vocal de la seva junta, i entre els anys 1994 i 2000, sotspresident. També fou vocal del Patronat del Museu Comarcal de l’Urgell i del Consell Municipal de Cultura de Tàrrega. Des del 1993 va col·laborar amb l'Institut d'Estudis Ilerdencs (IEI), dirigit pel professor Prim Bertran i Roigé. Participà en l'equip d’edició i direcció de diverses col·leccions, com «Catalunya romànica» o «Comtat d’Urgell», i col·laborà en la coordinació de cicles de conferències i cursos de recerca. Ha estat membre de la Societat Verdaguer de Vic, de la junta de govern del Centre d’Estudis de la Conca de Barberà (des de 2004) i del consell de redacció de la revista Aplec de Treballs. L'any 2005 s'integrà al Centre d’Estudis Locals de l'Espluga de Francolí. Entre els anys 2011 i 2016 fou assessor de la revista digital montblanquina Podall.

## Reconeixements
- Premi Josep Sanabre de recerca històrica eclesiàstica, convocat per l'Arxiu Diocesà de Barcelona (1986)[1]

## Publicacions[4]
- Eduard Toda i Güell (1855-1941) i el salvament del Monestir de Poblet, a través del seu epistolari (2005)
- Poblet, panteó reial (2001)
- Sant Oleguer (1060-1137): església i poder a la Catalunya naixent (1998)
- Vallbona: guía histórico-artística, amb Josep Maria Sans i Travé (1998)
- El protocol del notari Pere de Folgueres (1338), amb Pere de Folgueres, Oliva Samprón i Maria Carme Coll (1996)
- La Pau i Treva a Catalunya: origen de les Corts Catalanes (1986)